# Accumulateur nickel-hydrure métallique
Un accumulateur nickel-hydrure métallique ou NiMH (de l'anglais nickel-metal hydride) est un accumulateur électrique (donc rechargeable) utilisant une électrode positive en oxyhydroxyde de nickel et une électrode négative en hydrure métallique (composé permettant de stocker de l'hydrogène).

## Description
La technologie NiMH est extrêmement répandue dans les accumulateurs portables d'usage courant : 
- les modèles AA/HR6 dont la capacité peut atteindre 2 900 mAh pour les plus performants ;
- les modèles AAA/HR3 dont la capacité maximale est de 1 000 mAh.

Hormis le nickel (sous la forme d'oxyhydroxyde de nickel) de l'électrode positive, les accumulateurs NiMH utilisent comme électrolyte une solution d’hydroxyde de potassium (potasse - KOH) ainsi qu'un alliage hydrurable à base de lanthane (terre rare) et de nickel de type LaNi5.
LaNi5 est un composé intermétallique.

## Charge

Courbes de tension de charge selon l'intensité. C représente la Capacité en A.h.

La charge optimum d'un accumulateur au nickel de capacité C se fait à I=C/10, c’est-à-dire pour une durée de charge théorique (si le rendement était de 100 %) de 10 heures (en pratique on applique ce courant C/10 pendant 14 h) et avec une tension inférieure ou égale à 1,6 V par élément. Les accumulateurs NiMH ne supportant pas d'être surchargés (sauf par un courant d'entretien très faible < C/20), il est recommandé en pratique d'utiliser un chargeur qui détecte automatiquement la fin de charge. Pour les chargeurs non équipés de détection de température, la détection n'est fiable que pour une charge rapide, soit de l'ordre de C/1 (1 h) ou même de C/0,25 (15 min). Même si ces chargeurs rapides sont les plus répandus dans les applications domestiques, ces temps de charge très rapides dégradent la capacité des accumulateurs au cours des cycles.
Différentes caractéristiques des chargeurs :
1. temps de charge (rapide : < 1 h, normal : 14 h ou combiné : rapide sur 2 h + fin de charge lente) ;
2. détection de fin de charge par (δv/δt) < 0, ou par le point d'inflexion (δ²v/δt²) = 0 (valable uniquement pour les charges rapides) ;
3. surveillance de la température de l'accumulateur ;
4. temporisation de sécurité ;
5. détection des accumulateurs défectueux ;
6. courants de limitation, diagramme de fonctionnement ;
7. cycle de décharge puis de charge ;
8. courant d'entretien après charge (mode appelé floating ou trickle).

## Historique

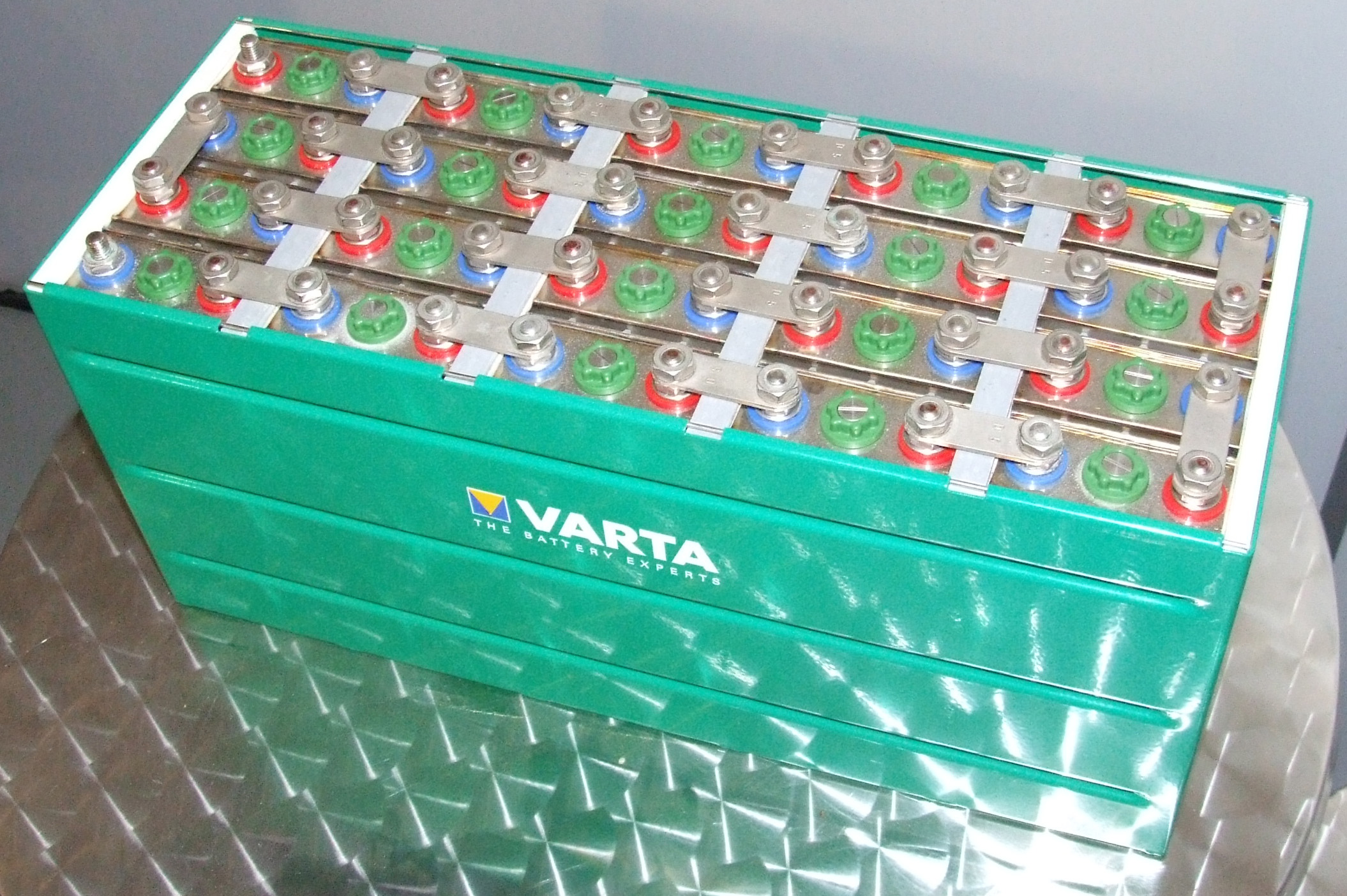
Accumulateur nickel-hydrure métallique de Varta, Museum Autovision, Altlußheim, Allemagne.

La recherche et le développement de la technologie des batteries NiMH commencent à l'institut Battelle, centre de recherche de Genève, peu après son invention en 1967, avec pendant près de deux décennies un financement par Volkswagen et Daimler-Benz. Les demandes de brevet sont soumises en Suisse, aux États-Unis et au Japon. Les brevets sont par la suite transférés à Daimler-Benz, brevet US. 3,669,745 délivré le 13 juin 1972. Le développement est continué par Philips et le CNRS et, pour la partie électrode positive, par Yuasa.
Les accumulateurs NiMH sont commercialisés vers 1990 par Johnson Control inc. Ils présentent une énergie volumique supérieure d'au moins 30 % à celle des accumulateurs NiCd (Nickel-Cadmium). À partir de 1994 le groupe allemand BMZ Group s'est fait une spécialité du montage à façon de ces accumulateurs pour en produire des packs pour de nombreux usages « sur mesure ».
Ces accumulateurs sont aujourd'hui eux-mêmes dépassés en termes d'énergie massique par les accumulateurs Li-ion (Lithium-ion) et Li-Po (Lithium-Polymère).
En 2005, apparaissent les accumulateurs NiMH à faible auto-décharge, voir ci-après.

## Points forts du NiMH
- En tant qu'accumulateurs, la capacité à fonctionner pendant plusieurs centaines de cycles de charge-décharge.
- Une densité massique supérieure à celle des nickel-cadmium.
- Simple à stocker et à transporter (l'accumulateur ne contient pas de lithium).
- Ne contient pas de cadmium, métal lourd et toxique.

## Points faibles du NiMH
- Détection de fin de charge complexe
- Durée de vie plus faible que le nickel-cadmium en nombre de cycles.

## Inconvénients
Tout d'abord, les batteries au NiMH sont relativement coûteuses à produire, ce qui peut rendre leur utilisation coûteuse à long terme. Elles sont également sensibles aux fuites et peuvent être dangereuses si elles sont endommagées ou manipulées de manière inappropriée.
En outre, les batteries au NiMH ont une durée de vie limitée et perdent de leur efficacité au fil du temps. Elles doivent être remplacées régulièrement, ce qui peut être coûteux et fastidieux. Enfin, elles ont une faible résistance aux températures extrêmes, ce qui peut affecter leur performance dans certaines conditions climatiques.
En somme, bien que les batteries au NiMH aient des avantages, elles présentent également plusieurs inconvénients qui peuvent les rendre moins idéales dans certaines situations.

## Accumulateurs NiMH à faible auto-décharge
Les accus NiMH normaux perdent quant à eux de 10 à 15 % de leur capacité durant les premières 24 h, puis de 10 à 15 % par mois.
En 2005, apparaissent des accumulateurs NiMH à faible auto-décharge, vendus préchargés. Ceux-ci conservent généralement 70 % à 85 % de leur capacité après un stockage d'un an à 20 °C. Leur faible résistance interne permet un maintien d'une tension plus élevée avec les équipements nécessitant des courants élevés, comme les appareils photo numériques.

## Utilisation dans les véhicules hybrides

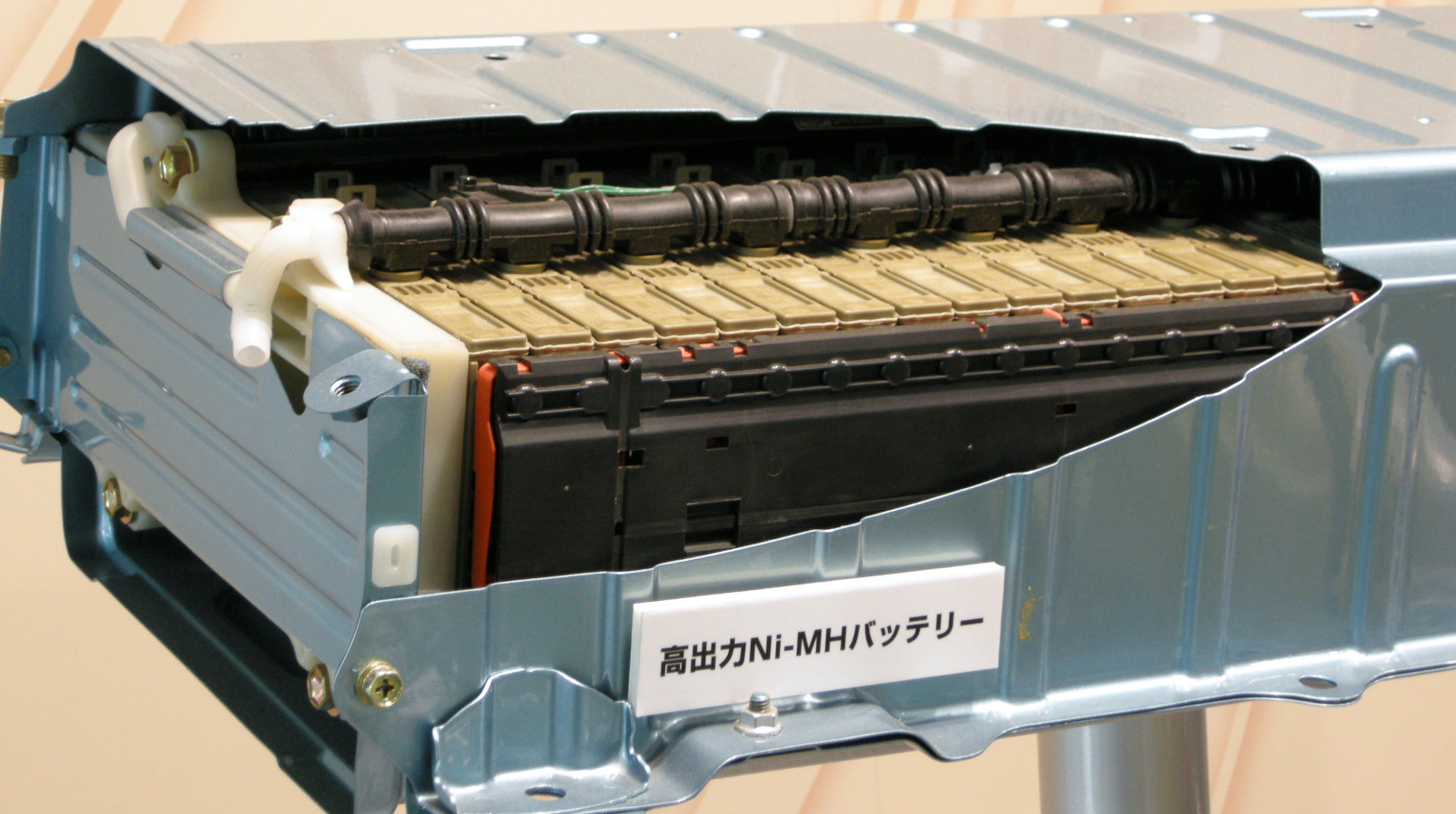
Batterie NiMH de Prius II.

Les batteries NiMH sont très utilisées dans les voitures hybrides (moteur à combustion + moteur électrique). En effet, malgré des performances en retrait par rapport aux batteries à base de lithium, elles gardent l'avantage de bien supporter de forts courants de charge et de décharge et sont beaucoup plus sûres en cas de surchauffe.
La Toyota Prius et la Honda Civic IMA, par exemple, sont toutes deux équipées d’une batterie Panasonic (Matsushita) NiMH, de 1,3 kWh (39 kg pour la première et de 28 kg pour la seconde). Ces batteries sont prévues pour durer toute la durée de vie du véhicule (garanties 8 ans).
Jusqu'en 2010, les batteries défectueuses sont renvoyées au Japon chez Panasonic, qui se charge du recyclage. Aujourd'hui, celui-ci devrait être effectué en France par la SNAM, en vertu de l'accord sur le recyclage des batteries nickel-hydrure métallique (NiMH) des véhicules hybrides du groupe Toyota signé le 24 juin 2010 avec Toyota France pour la collecte et le recyclage des batteries nickel-hydrure métallique des véhicules hybrides des marques Toyota et Lexus sur le territoire français. Depuis le mois de juin 2011, le contrat a été étendu à tous les pays de l'Union Européenne. Les batteries en fin de vie sont collectées dans les garages puis recyclées dans les installations situées à Saint-Quentin-Fallavier (Isère) et à Viviez (Aveyron).
Honda Motor Europe a mis en place un programme similaire visant à collecter dans n'importe quel point de vente en Europe et à recycler les batteries NiMH et Li-Ion par le programme assuré par SNAM.